# Lolong
Lolong (n. 1963 - m. 10 de febrero de 2013) fue el cocodrilo en cautiverio más grande del mundo. Era un cocodrilo de agua salada (Crocodylus porosus) y tenía una longitud de 6,17 metros de largo y una masa de 1075 kilogramos, haciendo de él uno de los cocodrilos más grandes jamás medidos de hocico a cola en el mundo.
En noviembre de 2011, el experto en cocodrilos australiano, el Dr. Adam Britton de National Geographic, sedó y midió a Lolong y lo confirmó como el cocodrilo más grande jamás atrapado y mantenido en cautiverio.
Basándose en su tamaño, se estima que Lolong tenía al menos 50 años. El nombre "Lolong" se lo puso el alcalde de Bunawan (Agusan del Sur), Edwin Alorde, en homenaje a Ernesto "Lolong" Coñate, quien tenía fama de ser el mejor cazador de cocodrilos de Bunawan, fallecido por un ataque cardíaco mientras estaba en la búsqueda del cocodrilo que después llevaría su nombre.
Lolong murió en cautiverio a aproximadamente las 8 p. m. del 10 de febrero de 2013 a causa de una neumonía. Su piel y cabeza fueron almacenados por un equipo de taxidermistas para en un futuro exhibir esas partes del animal en el Museo Nacional.

## Captura y hábitat
Lolong fue capturado en el arroyo de Bunawan en la provincia de Agusan del Sur en las Filipinas el 13 de septiembre de 2011. Fue capturado conjuntamente entre una unidad del gobierno local, los residentes de la zona y cazadores de cocodrilos de Palawan. El cocodrilo gigante fue cazado por un periodo de tres semanas; cuando finalmente fue localizado, tomó aproximadamente cien personas llevarlo a tierra. Se puso agresivo en muchos momentos durante su captura, y en dos ocasiones rompió las cuerdas que lo sujetaban hasta que finalmente fue asegurado con firmeza. Al momento de su captura, se estima que tenía 50 años.
Se sospechaba que Lolong se había comido a unos pescadores que habían desaparecido en el pueblo de Bunawan, además de consumir a una niña de 12 años cuya cabeza había sido descubierta dos años atrás. También era el principal sospechoso de la desaparición de búfalos de agua en la zona. Al examinar su estómago luego de su captura pero no se encontró nada destacable, tampoco restos humanos.
La ONG Animal Kingdom Foundation Inc, con la cooperación de PETA, habían instado al gobierno local de Bunawan a regresar a Lolong al arroyo de barangay Nueva Era, en donde el reptil gigante había sido capturado. No obstante, luego de un prolongado debate, el alcalde de Bunawan, Edwin "Cox" Elorde y los residentes de barangay se opusieron a la liberación del animal, indicando que pondría en riesgo la vida de las personas que vivían cerca del lugar.

## Nombre
El cocodrilo recibió su nombre en honor a Ernesto "Lolong" Goloran Cañete, uno de los cazadores de cocodrilos veteranos del Palawan Crocodile and Wildlife Reservation Center, quien lideró su captura. Desafortunadamente, luego de varias semanas de buscar al animal, Cañete murió de un ataque al corazón días antes de que pudiera presenciar su captura.

## Vida en cautiverio

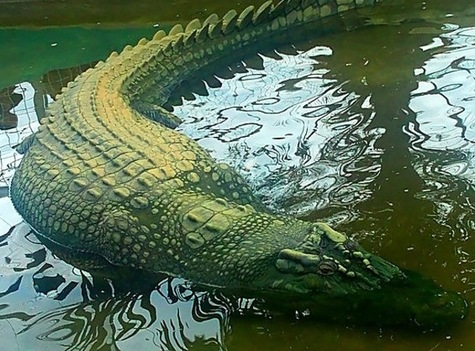
Lolong

Bunawan hizo de Lolong la atracción principal de un parque de ecoturismo de especies encontradas en los pantanos cerca del pueblo. El alcalde Elorde dijo "Cuidaremos de este cocodrilo porque dará un impulso a nuestro turismo y sabemos que puede ayudar en temas de ingresos fiscales y empleos para las aldeas".
Se tuvo al cocodrilo gigante en un cercado en el Bunawan Ecopark and Wildlife Reservation Center en Barangay Consuelo ubicado a 8 kilómetros del pueblo. La exhibición fue abierta al público el 17 de septiembre de 2011, luego de que recibieran permiso del Palawan Wildlife and Conservation Center. El Consejo Municipal de Bunawan recientemente pasó una ordenanza en la que regulaba y ponía precio a la entrada principal, y otros precios en el parque en donde el cocodrilo gigante se encontraba.
Aunque el parque tenía un precio de 20 pesos para adultos y un poco menos para niños, las ganancias se pretendía sean utilizadas para el mantenimiento del parque y la comida de Lolong. El Bunawan Ecopark también tiene gastos relacionados con la electricidad, mantenimiento y otros gastos incidentales, como la instalación de cámaras de circuito cerrado. Según el alcalde de Bunawan, para el 26 de octubre de 2011, el cocodrilo le había hecho ganar casi medio millón de pesos en donaciones y entradas, con ingreso diario de unos 10 mil pesos filipinos en ese mes.

## Récord Guinness
Luego de seis meses de espera desde la visita del zoólogo australiano y experto en cocodrilos, el Dr. Adam Britton, Lolong fue oficialmente certificado por el Libro Guinness de los Récords como el "cocodrilo en cautiverio más grande del mundo" con una longitud de 6,17 metros. Expertos del National Geographic Channel notaron que Lolong rompía el récord del anterior animal con el récord: un cocodrilo de agua salada macho de 5,48 metros llamado "Cassius" que vivía en el parque de cocodrilos MarineLand Melanesia en Queensland, Australia. La certificación fue leída en público durante las celebraciones en Araw ng Bunawan.

## Muerte
Lolong fue encontrado muerto dentro de su complejo aproximadamente a las 8 p. m. del 10 de febrero de 2013. La necropsia reveló que había muerto de neumonía y un ataque cardiaco, agravados por una infección de hongos y estrés. Sus restos debían ser preservados con taxidermia. No obstante, para julio de ese año, se informó que los restos de Lolong se encontraban congelados desde hacía cinco meses en el Parque de Cocodrilos de Dávao, y que el gobierno local de Bunawan y el Museo Nacional, co-responsables del asunto, aún no habían alcanzado un acuerdo sobre como proceder.